# こころ未来高等学校
こころ未来高等学校（こころみらいこうとうがっこう）は、長崎県長崎市愛宕三丁目に所在する私立通信制高等学校。2016年（平成28年）4月開校。私立で広域通信制課程の高等学校としては長崎県内初の設置であった。
設置者は長崎県内で専修学校を運営している学校法人第二岩永学園。
2025年（令和7年）4月より、広域通信制の「こころ未来高等学校」と、狭域通信制の「こころ咲良高等学校」（咲良の読みは「さくら」）に改編される予定。狭域は「長崎県内」となる。

## 概要
設置課程・学科
通信制課程 普通科
- ウィークデイコース
- ツーデイコース
- 在宅通信制コース

教育区域
47都道府県すべてが教育区域である。

## 沿革
前史
- 2012年（平成24年）4月1日 - 星槎国際高等学校（本部北海道）の長崎キャンパスとしてこころ美健福祉専門学校に「こころ夢未来高等学院」が併設される。

正史
- 2016年（平成28年）4月1日 - 「こころ未来高等学校」が開校。
- 2025年（令和7年）4月1日 - 広域通信制の「こころ未来高等学校」と、狭域通信制の「こころ咲良高等学校」に改編される（予定）。

## 交通
最寄りのバス停
- 長崎バス 「愛宕三丁目」バス停

最寄りの幹線道路
- 国道324号

## 周辺
- ララプレイス愛宕
- 三景台病院

## 参考資料
- こころ未来高等学校（通信制）の設置 (PDF)  - 長崎県